# Zuzanna Górecka
Zuzanna Górecka (Radom, 10 aprile 2000) è una pallavolista polacca, schiacciatrice dell'İlbank.

## Carriera

### Club
Zuzanna Górecka inizia la propria carriera nelle giovanili del Politechnika Radom nel 2009. Successivamente, tra il 2014 e il 2018, sempre in squadre giovanili, fa parte del Wola Warszawa, dello SMS PZPS Szczyrk e del Legionovia.
Nella stagione 2018-19 esordisce in Liga Siatkówki Kobiet con il Legionovia. Nell'annata 2019-20 si trasferisce in Italia, ingaggiata dall'AGIL di Novara, in Serie A1, rientrando tuttavia in patria già nella stagione successiva, quando si accasa al Budowlani Łódź; dopo un biennio nel club, nell'annata 2022-23 si trasferisce alle rivali cittadine dell'ŁKS, dove nel corso di tre campionati si aggiudica uno scudetto.
Nel campionato 2025-26 torna all'estero, accasandosi questa volta con le turche dell'İlbank, in Sultanlar Ligi.

### Nazionale
Tra il 2015 e il 2017 fa parte della nazionale polacca under 18, tra il 2016 e il 2018 di quella under 19, con cui si aggiudica la medaglia di bronzo al campionato europeo 2018, e nel 2017 di quella under 20.
Nel 2019 esordisce nella nazionale maggiore.

## Palmarès

### Club
- Campionato polacco: 1

2022-23

### Nazionale (competizioni minori)
- Campionato europeo under 19 2018